# Licania davillifolia
Licania davillifolia là một loài thực vật có hoa trong họ Cám. Loài này được Benoist mô tả khoa học đầu tiên năm 1919.